# Furggenspitz
Furggenspitz är en bergstopp i Schweiz.   Den ligger i distriktet Obersimmental-Saanen och kantonen Bern, i den sydvästra delen av landet, 60 km söder om huvudstaden Bern. Toppen på Furggenspitz är 2 296 meter över havet, eller 171 meter över den omgivande terrängen. Bredden vid basen är 1,6 km.
Terrängen runt Furggenspitz är bergig åt sydväst, men åt nordost är den kuperad. Närmaste större samhälle är Gstaad, 7,0 km nordost om Furggenspitz. 
I omgivningarna runt Furggenspitz växer i huvudsak blandskog. Runt Furggenspitz är det ganska glesbefolkat, med 47 invånare per kvadratkilometer.